# Ophiorrhiza baviensis
Ophiorrhiza baviensis är en måreväxtart som beskrevs av Emmanuel Drake del Castillo. Ophiorrhiza baviensis ingår i släktet Ophiorrhiza och familjen måreväxter.
Artens utbredningsområde är Vietnam. Inga underarter finns listade i Catalogue of Life.